# Liste der Ehrenbürger von Langenzenn
Die Ehrenbürgerwürde ist die höchste Auszeichnung, die die Stadt Langenzenn zu vergeben hat. Rechtsgrundlage ist die jeweils gültige Gemeindeordnung.
Seit 1895 wurden folgende Personen zu Ehrenbürgern ernannt. Die Ehrenbürger der früheren Jahre sind jedoch nicht mehr genau feststellbar.
Hinweis: Die Auflistung erfolgt chronologisch nach Datum der Zuerkennung.

## Die Ehrenbürger der Stadt Langenzenn
1. Walland Schilling (* 7. Juli 1835 in Pommersfelden; † 14. März 1895 in Langenzenn)
Stadtpfarrer
Verleihung 1895
2. Andreas Wilhelm Förster (* 13. November 1835 in Emskirchen; † 6. Februar 1909 in Langenzenn)
Privatier
Datum der Verleihung nicht mehr feststellbar
3. Andreas Bruder (* 10. Dezember 1831 in Langenzenn; † 2. März 1911 ebenda)
Privatier, Magistratsrat
Verleihung am 25. Mai 1904
4. Paul Claus (* 7. Dezember 1828 in Markt Erlbach; † 31. Dezember 1905 in Langenzenn)
Privatier, Stadtkämmerer
Verleihung am 30. November 1905
5. Wilhelm Stadlinger (* 8. November 1844 in Langenzenn; † 13. September 1916 ebenda)
Privatier
Verleihung 1916
6. Sebastian Düll (* 2. Oktober 1864 in Lehrberg; † 28. März 1926 in Langenzenn)
Oberlehrer
Verleihung am 21. Dezember 1923
7. Michael Stiegler (* 11. Februar 1861 in Langenzenn; † 25. Juli 1938 ebenda)
Fabrikbesitzer, Stadtrat
Verleihung am 19. Dezember 1924
8. Friedrich Walther (* 24. Oktober 1869 in Langenzenn; † 22. Dezember 1934 ebenda)
Fabrikbesitzer, 2. Bürgermeister
Verleihung am 3. Januar 1930
9. Kaspar Geber (* 8. April 1870 in Langenzenn; † 4. April 1950 ebenda)
Mühlenbesitzer, 1. Bürgermeister
Verleihung am 3. Januar 1930
10. Georg Gerhäuser (* 9. Juni 1861 in Adelsdorf; † 9. Juni 1936 in Langenzenn)
Altsitzer, Stadtrat
Verleihung am 12. Mai 1933
11. Leonhard Binder (* 25. September 1889 in Langenzenn; † 1978[1])
Bauer, Bürgermeister
Verleihung am 4. September 1959
Binder wurde in Anerkennung der großen Verdienste um die Stadt als langjähriger Bürgermeister zum Ehrenbürger ernannt.
12. Ludwig Hiller (* 1. Januar 1895 in Herrnsheim; 1965 in Langenzenn)
Pfarrer
Verleihung am 1. September 1963
Die Verleihung erfolgte in Anerkennung seiner großen Verdienste für die Stadt.
13. Friedrich Schmidt
Rektor
Verleihung 1972
14. Manfred Fischer[1]
Bürgermeister
Verleihung am 28. September 2010
15. Martin Weber († 2011)[2]
Heimat- und Denkmalpfleger, Feldgeschworener, Träger des Bundesverdienstkreuzes am Bande
Verleihung am 28. September 2010
Die Verleihung erfolgte als Auszeichnung seiner Leistungen für das Gemeinwohl

## Quelle
- Karlheinz Spielmann: Ehrenbürger und Ehrungen in der Bundesrepublik. 1965
- Michael Kroner: Langenzenn. S. 154